# カサブタノアト
カサブタノアトは日本のロックバンド。
2013年東京都内で結成。2018年にGoofy Stance(グーフィースタンス)から改名した。

## 概要
2013年、現Gt.Vo.ミキアキヒロを中心に都内で結成。
パンク・メロコアバンドとして結成したが、メンバーの入れ替わりとともに日本語詞のロック・ギターロックバンドに変化した。

## メンバー
現メンバー
- ミキアキヒロ(MIKITY)(みき あきひろ 1994年4月8日 - )

ボーカル、ギター。茨城県ひたちなか市出身。東京工科大学中退。血液型A型。オリジナルメンバー。好きな食べ物はかっぱえびせん、生姜焼き、ハンバーグ。
- キタガワタクヤ（きたがわたくや 1994年10月12日 - )。

ベース、コーラス。神奈川県横浜市出身。2018年2月に加入。
- サトウナオ（さとう なお 1998年1月17日 - )

ドラム、コーラス。静岡県静岡市出身。2018年2月に加入。
サポートメンバー
- ヤマザキマサヤ - イタンジのメンバー。

在籍していたメンバー
- ZURA - ドラム、コーラス
- KAITO - ベース、コーラス
- Nose - ボーカル、ギター、作曲も担当していた。
- YUKA - ボーカル、ギター

## 来歴
- 2013年、茨城県から上京したMIKITY(現：ミキアキヒロ)、ZURA、YUKAの3人で東京都内で結成。
- 2013年11月、東京池袋MANHOLEで初ライブ。1st DEMOが同日発売予定ではあったが発売中止。
- 2014年1月、YUKAが脱退。
- 2014年3月、同郷だったNoseが加入。
- 2014年12月、池袋MANHOLEで初の自主企画"Make Up Our Generation Vol.1"開催。
- 2015年3月、下北沢CAVE-BEで自主企画"Make Up Our Generation Vol.2"を開催。
- 2015年7月、バンドキャリア初の全国ツアーを行う。
- 2016年3月、Noseが脱退。
- 2016年5月、KAITOが加入
- 2016年8月、計36本の全国ツアーを2か月で周る。
- 2017年3月、THE NINTH APOLLO、TONIGHT RECORDSなどのコンピレーションアルバムに参加。
- 2017年7月、KAITO、ZURAが脱退。一時活動休止。
- 2018年2月、サトウナオ、キタガワタクヤが加入。MIKITYがミキアキヒロに改名。[いつ?]サポートギターを迎え4人体制で活動再開。
- 2018年10月、グループ名をGoofy Stanceからカサブタノアトに改名[2]。
- 2019年9月、野外フェス「LAKESITE KASHIWA 2019」に出演[3]が決定していたが、台風の影響で開催中止[4]となる。

## ディスコグラフィ
自主制作
- 1st DEMO 『From this time forward』(2013年11月初ライブとともに発売予定だったが発売中止。世に出回っていない)
- 2nd DEMO(2014年5月発売。現在廃盤)
- 3rd DEMO 『My Generation』(2014年6月発売。現在廃盤)
- 1st single 『Chase your dreams』(2015年7月発売。現在廃盤)
- 1st mini Album 『光の方へ』(2016年8月発売。)